# Globule et Robinet
 (septembre 2011).
Si vous disposez d'ouvrages ou d'articles de référence ou si vous connaissez des sites web de qualité traitant du thème abordé ici, merci de compléter l'article en donnant les références utiles à sa vérifiabilité et en les liant à la section « Notes et références ».
Pour les articles homonymes, voir robinet.
Globule et Robinet est une émission de télévision jeunesse québécoise en 210 épisodes de 13 minutes diffusée à partir de janvier 1981 sur la chaîne TVJQ.

## Synopsis
Globule et Robinet étaient deux « enfants » (incarnés toutefois par des adultes) qui avaient découvert dans un garage désaffecté une grande machine d'origine extraterrestre nommée Copernic et qui comportait toutes sortes de petites portes recelant des objets divers. Ces objets servaient généralement à appuyer le thème des émissions.

## Distribution
- Marjolaine Jacob : Globule[3]
- Claude-Félix Blanchard[1] : Robinet